# Quanah Parker

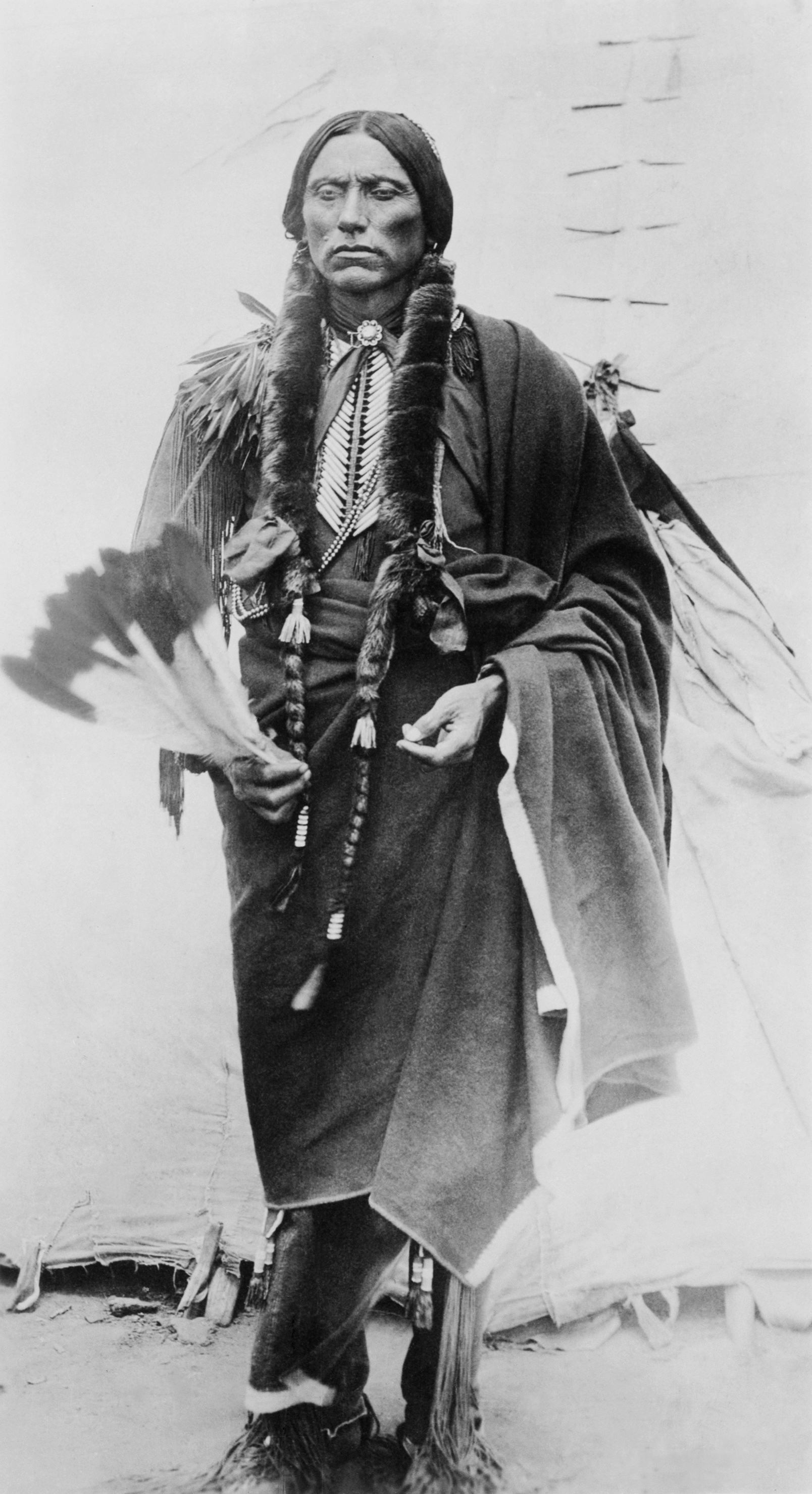
Quanah Parker

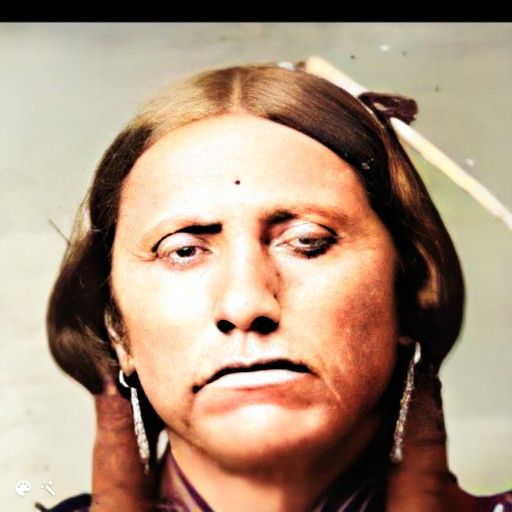
Koloriertes Porträt

Quanah Parker (* Ende 1840er-Jahre in Texas; † 23. Februar 1911 in Cache, Oklahoma), Sohn der weißen Amerikanerin Cynthia Ann Parker (unter den Comanchen bekannt als Naduah „Die sich wohl bei uns fühlt“) und des Comanchenhäuptlings Peta Nocona („Der Wanderer“), war ein bedeutender Indianerführer in den Indianerkriegen, Oberhäuptling der Comanchen, Richter, Rancher, Farmer, religiöser Führer und Politiker.

## Heirat der Eltern, Geburt und Kindheit
Am 19. Mai 1836 wurde die Siedlung der bedeutenden Siedlerfamilie Parker, „Fort Parker“ nahe Groesbeck (Texas), von einer indianischen Allianz aus Comanchen, Arapaho, Kiowa, Wichita und Caddo angegriffen. Der Überfall ging als das Fort Parker-Massaker in die Geschichte ein. Fünf Siedler wurden bei dem Überfall getötet. Die neunjährige Cynthia Ann Parker, ihr jüngerer Bruder John, ihre fünfzehnjährige Cousine Rachel Plummer und deren kleiner Sohn James Pratt Plummer und ihre Tante Elisabeth Kellogg wurden verschleppt.
Cynthia Ann wurde von einer Gruppe Quahadi-Comanchen („Sonnenschatten auf dem Rücken“) adoptiert und wuchs unter ihnen auf, bis sie im Alter von 15 Jahren einen Kriegshäuptling namens Nocona heiratete. Nocona führte ein eigenes Band von Quahadi. Entgegen den unter Comanchen üblichen Bräuchen verzichtete Nocona auf die Heirat von Nebenfrauen, was auf eine Liebesheirat hindeutet. Das Paar bekam drei Kinder, die Söhne Quanah („Lieblich duftend“) und Pekan („Pecannuss“; von den Weißen „Pecos“ („Erdnuss“) genannt) sowie die Tochter Topsannah („Kleine Prärie-Blume“, von den Weißen „Prairie“ genannt).
Am 18. Dezember 1860 wurde das Lager der Nokono am Pease River von einer Gruppe Texas Rangers unter dem Kommando von Lawrence Sullivan Ross angegriffen. Nocona, seine Söhne und der überwiegende Teil der männlichen Dorfbewohner waren zu diesem Zeitpunkt abwesend und befanden sich auf der Jagd. Ein großer Teil der anwesenden Dorfbewohner wurde gefangen genommen oder getötet. Ross tötete einen Krieger, der versuchte, in Begleitung einer Frau und eines Kindes zu entkommen. Er nahm die Frau und ihre Tochter gefangen, bei denen es sich um Naduah und Topsannah handelte. Ross ging davon aus, Häuptling Peta Nocona getötet zu haben, was er auch dem Gouverneur von Texas meldete. Dieser Darstellung wurde von indianischer Seite widersprochen. Danach handelte es sich bei dem Toten um einen Unterhäuptling mit Namen No-Bah. Quanah selber berichtete später, es habe sich um einen Krieger namens Mo-He-Ew gehandelt.
Naduah und Topsannah wurden der Familie Parker übergeben. Topsannah starb drei Jahre später an einer Krankheit. Naduah, die immer wieder darum gebeten hatte, zu ihrem Mann zurückkehren zu dürfen, hungerte sich zu Beginn der 1870er Jahre zu Tode.

## Jugend und Kriegerwürde
Der junge Quanah galt unter Zeitgenossen als Idealtyp des Indianers. Er überragte die sonst eher kleinwüchsigen Comanchen im Blick auf die Körpergröße beträchtlich. Neben seiner ungewöhnlichen Erscheinung tat er sich unter gleichaltrigen Stammesgenossen durch Geschick bei der Jagd und eine Reihe zum Teil Aufsehen erregender Pferdediebstähle hervor.
Im Alter zwischen ca. 14 und 16 Jahren erhielt Quanah die Kriegerwürde, nachdem er erfolgreich an einem Gefecht mit einer Gruppe Lipan-Apachen teilgenommen hatte. Quanah hatte die nächtliche Annäherung der Lipan bemerkt und die Dorfgemeinschaft alarmiert. Im folgenden Gefecht gelang es ihm, einen Lipan-Häuptling, der bei den Weißen als „Swift Like The Wind“ bekannt war, zu töten und trotz der noch andauernden Kämpfe zu skalpieren. Mit der Verleihung der Kriegerwürde wurde Quanah der Name „Cheetah“ („Adler“ oder „Kriegsadler“) verliehen. Er bevorzugte es jedoch, weiterhin den Namen Quanah zu verwenden, und fügte ihm den Familiennamen seiner Mutter, Parker, hinzu.

## Heirat und Aufstieg zum Oberhäuptling

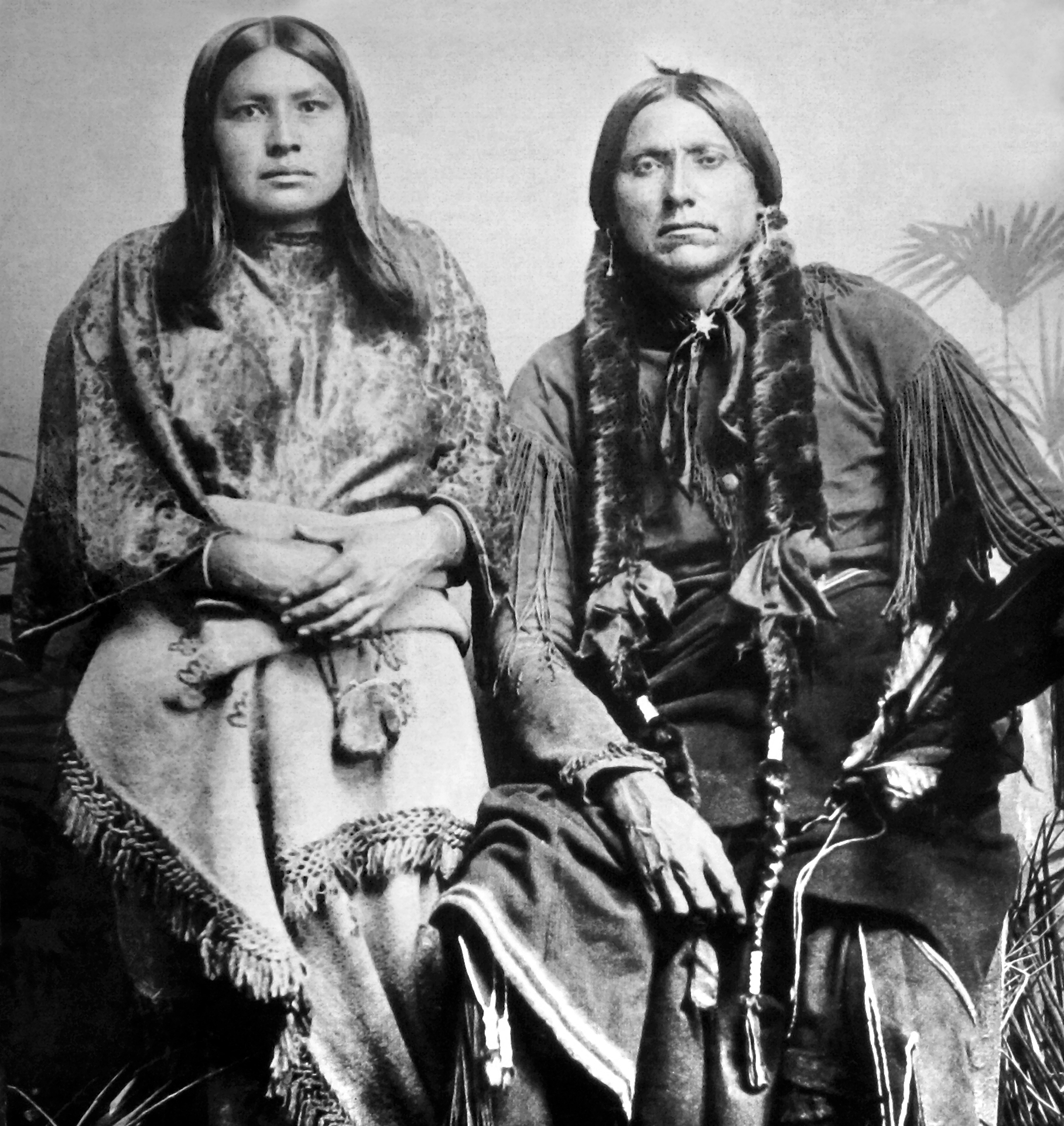
Quanah Parker und seine Frau Wec-Kea (1875)

Ungefähr um 1865–1867 hielt Quanah um die Hand der Häuptlingstochter „Wec-Keah“ („Nach etwas auf der Jagd“) an. Ihre Herkunft ist nicht genau geklärt. Nach einigen Quellen war sie die Tochter von Quanahs Onkel, dem Häuptling „Yellow Bear“ („Gelber Bär“). Anderen Quellen zufolge war ihr Vater der Oberhäuptling der Comanchen „Bull Bear“ („Bullenstier – Bär“).
Unter den Comanchen war es üblich, für Frauen einen Brautpreis zu zahlen, um die Zusage zur Hochzeit zu erhalten. Obwohl Quanah für Wec-Keah einen überdurchschnittlich hohen Brautpreis bot (elf Pferde), wurde er von einem Rivalen überboten. Quanah und Wec-Keah flohen daraufhin in Begleitung von etwa 20 anderen Kriegern. Ungefähr ein Jahr lang plünderte Quanahs Bande im Bereich zwischen dem Canadian River und dem Pecos River, wobei sie beständig Zulauf von Gruppen von Cheyenne, Arapahos, Kiowas und vor allem Kwahadis erhielt. Nach einem Jahr kehrte Quanah zurück und erhielt Erlaubnis, Wec-Keah zu heiraten. Zu diesem Zeitpunkt besaß er knapp über 300 Pferde und Maultiere und war Anführer von mehreren Hundert (nach anderen Quellen mehr als 2000) Indianern, in der Hauptsache Kwahadis, was ihn faktisch zum Häuptling der Kwahadis machte.
1867 war Quanah einer der anwesenden Comanchenhäuptlinge bei den Verhandlungen zwischen der Regierung der Vereinigten Staaten und verschiedenen Indianerstämmen, die im Vertrag von Medicine Lodge gipfelten.
Nach dem Ende der Verhandlungen ergab sich Häuptling Bull Bear, legte die Würde als Oberhäuptling der Comanchen nieder und begab sich in ein Reservat. Die Comanchen wählten daraufhin Quanah Parker zu ihrem neuen Oberhäuptling.

## Teilnahme an den Indianerkriegen in Texas
Ende der 1860er und zu Beginn der 1870er Jahre vereinigte Quanah die Comanchen mit Stammesgruppen der südlichen Cheyenne, Arapahos, Kiowas und Kiowa-Apachen und eröffnete eine Reihe von Kampfhandlungen gegen die weiße Besiedlung Texas’.
Die ersten Angriffe richteten sich gegen die texanischen Postkutschenlinien und die dazugehörigen stationären Einrichtungen. Die Postkutschenlinien führten durch die Weidegründe der Bisons und störten die Wanderwege der Herden. Außerdem wurden sie von den Indianern für die Ausweitung der Besiedlung im Allgemeinen und den Zuzug von Büffeljägern im Speziellen verantwortlich gemacht. Im Rahmen der ausgedehnten Kampfhandlungen erlangten die Indianer die Kontrolle über ca. 350 Meilen Postkutschenlinien. Etwa 100 Kutschen wurden zerstört, wobei ca. 60 Kutscher, Fahrgäste und Soldaten und eine unbekannte Anzahl Indianer getötet wurden. Annähernd alle Relaisstationen in Texas und im Grenzgebiet von Oklahoma wurden zerstört und mehrere hundert Pferde erbeutet. Der Sachschaden betrug mehrere zehntausend US-Dollar.
Die zweite Phase des Krieges richtete sich gegen die Büffeljäger und ihre Einrichtungen, die für den Abschuss hunderttausender Tiere und die annähernde Ausrottung des Amerikanischen Bisons verantwortlich waren und dadurch den Plainsindianern die Lebensgrundlage entzogen. Obwohl es den Comanchen und ihren Verbündeten gelang, eine Reihe von Büffeljägern zu töten und mehrere Handelsposten zu zerstören, wobei erheblicher Schaden entstand, geriet die Comanchenallianz durch die fortschreitende Verfolgung durch die Armee und Nahrungsmittelknappheit zunehmend unter Druck. Am 27. Juni 1874 führte Quanah mit 700 Indianern einen Angriff auf den Handelsposten Adobe Walls an, der von nur 28 Büffeljägern mit Hilfe der schweren Befestigungen und moderner Waffen abgewehrt wurde, wobei Quanah zweimal angeschossen und ernsthaft verwundet wurde. Nach der Niederlage verließen die Cheyenne die Allianz.
In der Folge der Schlacht um Adobe Walls wurden die Comanchen und ihre Verbündeten von US-Truppen in Stärke von etwa vier Regimentern in fünf Gruppen verfolgt, die den Auftrag hatten, die Indianer in Kampfhandlungen zu verwickeln, ihre Pferdeherden abzuschießen, ihre Lebensmittelvorräte zu zerstören und eine möglichst große Zahl an Bisons abzuschießen. Die Verbände standen unter Führung von Colonel Ranald S. Mackenzie, Colonel Nelson A. Miles, Colonel John Davidson, Colonel George Buell Jr. und Major William Price.
Am 2. Juni 1875 kapitulierten die Comanchen in auswegloser Situation in Fort Sill in Oklahoma und begaben sich in ein Reservat.

## Leben im Reservat

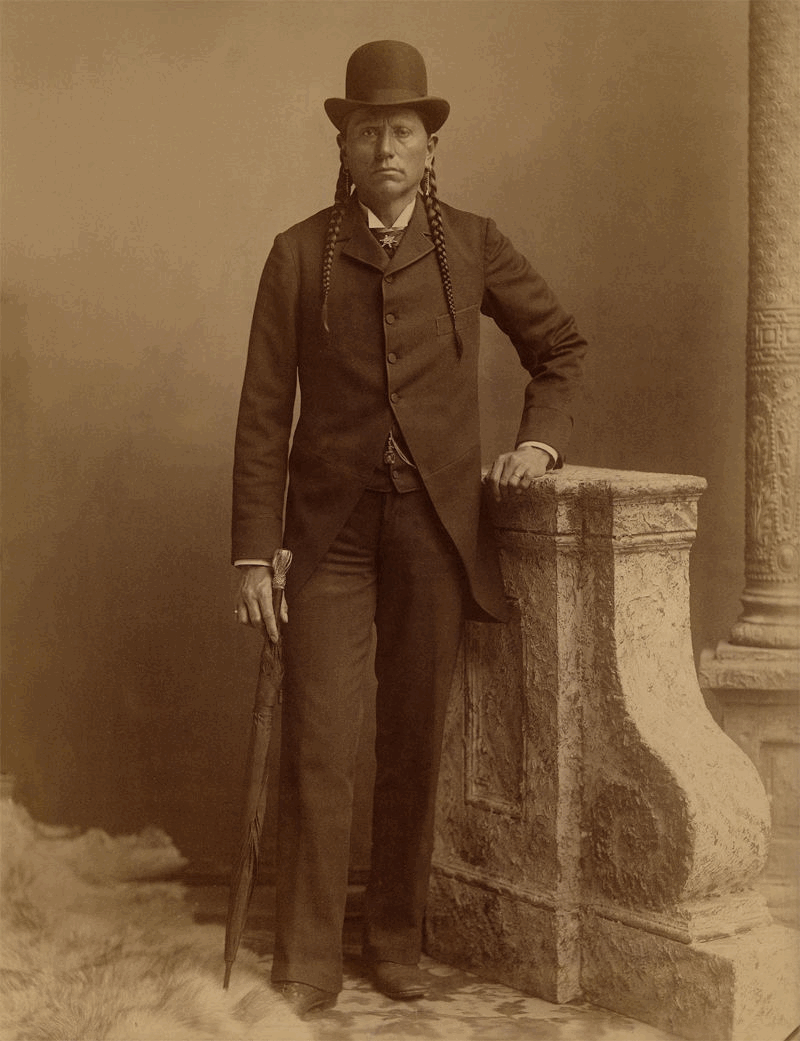
Quanah Parker als Geschäftsmann, Richter und Politiker

### Privatleben
Nach der Ankunft im Reservat wurde Quanah Parker zum Reservatshäuptling ernannt. Er baute sich ein geräumiges Wohnhaus am Fuß der Wichita Mountains und wurde ein erfolgreicher Rancher und Farmer. Er bebaute 250 Acres Fläche und besaß mehr als 200 Pferde und 1000 Rinder.
Neben Wec-Keah, mit der er zwei Töchter und drei Söhne hatte, heiratete er sechs weitere Frauen (zeitweise fünf gleichzeitig) und zeugte insgesamt 25 Kinder. Die Namen seiner Nebenfrauen waren Chony, Mah-Cheeta-Wookey, Ah-Uh-Wuth-Takum, Coby, Toe-Pay und Tonarcy. Als die US-Regierung die Vielehe der Indianer untersagte, wurde Quanah vor die Wahl gestellt, sich von mehreren Frauen zu trennen. Er entschied sich sofort, die Ehe mit Wec-Keah fortzusetzen. Schließlich wurde ihm aber erlaubt, alle Frauen zu behalten.
Quanah Parker adoptierte zusammen mit seiner Frau Wec-Keah Herman Lehmann, einen Deutschen, der als Kind von Indianern bei einem Raubzug entführt worden war.

### Richteramt
Da sich die amerikanischen Gerichte für Rechtsfragen der Indianer nicht als zuständig betrachteten, wurden durch die Indianeragenturen Reservatsgerichte eingerichtet. Quanah Parker wurde 1886 zum vorsitzenden Richter des Gerichtes ernannt, welches für die Reservate der Comanchen, Kiowa, Kiowa-Apachen, Wichita und Caddo verantwortlich war. Er erhielt ein monatliches Gehalt von 30 US-Dollar. Nach der Einrichtung einer indianischen Polizeitruppe 1902 bekleidete er außerdem den Posten des Sheriffs des Cache-Reservats. Zusätzlich bekleidete er ab 1908 die Stelle des Vorsitzenden des lokalen Schuldistriktes.

### Politik
Quanah brachte bereits kurz nach der Übersiedlung in das Reservat wiederholt das Anliegen vor, Texas im Senat der Vereinigten Staaten vertreten zu wollen. Er betrachtete sich als Halbblut als besonders geeignet, die Anliegen beider Bevölkerungsgruppen zu vertreten. Im Kongress wurde man schnell auf den Häuptling aufmerksam, dessen Wort bei den Indianern großes Gewicht hatte, und hörte ihn zu umfangreichen Fragen der Indianer in den Reservaten. Auf diese Weise erreichte er unter anderem umfangreiche Bildungsprogramme für die indianische Bevölkerung.
Präsident Theodore Roosevelt zählte Quanah zu seinen persönlichen Freunden. Die beiden machten zahlreiche gemeinsame Jagdausflüge und Roosevelt ließ sich von Quanah bei der Anlage von Nationalparks beraten.

### Religionsgründer
Quanah wird als einer der Gründer der Native American Church betrachtet. Nachdem er nach seiner Verwundung bei der Schlacht von Adobe Walls mit halluzinogenen Pflanzen behandelt worden war, hatte er eine Vision von Jesus Christus und verband in der Folge indianische und christliche Vorstellungen. Die Native American Church (auch Peyotismus oder Peyote-Religion) ist heute in den USA unter den indigenen Völkern die am weitesten verbreitete eigenständige synkretistische Religion.

## Tod
Quanah Parker starb am 23. Februar 1911 im Reservat in Cache, Oklahoma. Als sein Tod in Washington bekannt wurde, erhob sich der Kongress für eine Schweigeminute. In Texas wurde die Stadt Quanah nach Quanah Parker benannt.